# EXIT TUNES PRESENTS Vocarhythm feat.初音未來
《EXIT TUNES PRESENTS Vocarhythm feat.初音未來》是2009年3月4日發售的，藉由初音未來等歌聲合成軟體VOCALOID創作的歌曲的合輯。發售元EXIT TUNES、販售元波麗佳音。
宣傳標語為「聆聽你永恆的聲音」。

## 概要
EXIT TUNES VOCALOID專輯系列的第一作。因為是第一作，還尚未有往後作品皆以「Vocalo○○」作為標題開頭的概念。收錄影片分享網站NICONICO上的初音未來的人氣曲，共有12名作者，15首曲子。收錄曲與相關動畫的播放數於2009年1月12日合計超過1333萬次。專輯包裝繪製者為。以為題繪製了白色的初音未來。
本專輯當初預定於2009年2月4日發售，但因為印刷關聯無法配合等問題，被推延至一個月後的3月4日與同樣使用初音未來的專輯「supercell」同日發售。還有，同月25日livetune的「Re:MIKUS」、doriko的「unformed」也跟著發售，於2009年4月6日分別獲得Oricon18位、26位，4週後本專輯與supercell也獲得96位與36位排名，初音未來的專輯同時有四張入軍前百名，自此聲名鵲起。

## 曲目
| 曲序     | 曲目      | 词曲     | 时长  |
| -------- | --------- | -------- | ----- |
| 1.       |           |          | 4:46  |
| 2.       |           |          | 4:51  |
| 3.       |           |          | 4:54  |
| 4.       |           |          | 6:10  |
| 5.       |           |          | 4:19  |
| 6.       |           |          | 3:05  |
| 7.       |           |          | 3:15  |
| 8.       |           |          | 3:37  |
| 9.       |           |          | 3:23  |
| 10.      |           |          | 3:27  |
| 11.      |           |          | 3:59  |
| 12.      |           |          | 4:15  |
| 13.      |           |          | 3:44  |
| 14.      | celluloid |          | 3:57  |
| 15.      | ∞         |          | 4:45  |
| 总时长： | 总时长：  | 总时长： | 62:27 |

## 資料來源
1. ↑  2009年3月16日付
2. ↑  渡貫幹彦. . 日経トレンディネット (). 2009年6月15日  [2009年6月17日]. （原始内容存档于2009年6月24日） （日语）.
3. ↑  . BARKS (ITmedia). 2009年2月4日  [2009年6月1日]. （原始内容存档于2009年2月9日）.
4. ↑  . ORICON STYLE (Oricon公信榜). 2009年4月1日  [2009年6月3日]. （原始内容存档于2009年8月10日）.

## 外部連結
- Vocarhythm EXIT TUNES PRESENTS Vocarhythm feat. 初音ミク（页面存档备份，存于）